# Langues à Guam
Les langues officielles à Guam sont l'anglais et le chamorro.
Entre les recensements de 2000 et de 2010 le filipino est devenu plus parlé que la langue locale et officielle qu'est le chamorro.
L'espagnol a quasiment disparu, et n'est plus parlé que par quelques prélats de l'Église catholique. Le japonais est parlé surtout en seconde langue par environ 5 000 personnes[réf. nécessaire]. L'Espagnol est aussi parlé par des militaires Américains qui ont des origines ou racines Hispano-Américaines, ou Hispaniques, et qui sont souvent originaires du Mexique, ou de Cuba, et qui constituent un fort pourcentage du contingent militaire Américain sur place (souvent avec leurs familles).  

## Langues parlées
| Langue                               | Nombre  | %     |
| ------------------------------------ | ------- | ----- |
| Anglais                              | 63 238  | 43,6  |
| Filipino                             | 30 720  | 21,2  |
| Chamorro                             | 25 827  | 17,8  |
| Chuuk                                | 8 816   | 6,1   |
| Coréen                               | 3 193   | 2,2   |
| Japonais                             | 2 966   | 2,0   |
| Chinois                              | 2 346   | 1,6   |
| Autres langues des îles du Pacifique | 2 118   | 1,5   |
| Palauan                              | 1 759   | 1,2   |
| Pohnpeian                            | 1 748   | 1,2   |
| Espagnol                             | 946     | 0,7   |
| Autres langues asiatiques            | 687     | 0,5   |
| Autres                               | 705     | 0,5   |
| Total                                | 145 069 | 100,0 |